# Египетская пустынная кобра
Египетская пустынная кобра (лат. Walterinnesia aegyptia) — ядовитая змея из семейства аспидов (Elapidae).

## Описание
Общая длина достигает 90—120 см. Голова вытянута. Средней толщины змея с гладкой, блестящей чешуёй и маленькими глазами. Обычно чёрного или очень тёмного серого цвета. Имеет небольшой капюшон, который она раскрывает, чтобы предупредить врага.

## Образ жизни
Населяет пустыни, скалистые участки, парки, пустоши у городов и сёл. Активна ночью. Питается ящерицами, другими змеями, мелкими млекопитающими и птицами.
Если капюшон и шипение не останавливают врага, то кобра применяет свои ядовитые зубы. Чаще всего сохраняет яд и старается не тратить его впустую: бросается на врага, не раскрывая пасти, или кусает, а не впрыскивает яд. Однако если противник змеи не понимает этих намеков, то кобра начинает действовать серьёзно.
Яд достаточно мощный и быстродействующий, основу которого составляют нейротоксины. Яд воздействует на нервную систему: разрушаются нервные ткани, возникает паралич и уже через 15 минут наступает смерть из-за дыхательной недостаточности.

## Размножение
Это яйцекладущая змея. Самка откладывает от 10 до 17 яиц. Через 2 месяца появляются молодые кобры длиной 25 см.

## Распространение
Вид распространён в Египте, на юге Израиля, севере Саудовской Аравии, западе Иордании. Иногда встречается в Сирии и Ливане.